# Dimla
Dimla è un sottodistretto (upazila) del Bangladesh situato nel distretto di Nilphamari, divisione di Rangpur. Si estende su una superficie di 326,80 km² e conta una popolazione di 187.696 abitanti (dato censimento 1991).